# 阿三哥與大嬸婆
《阿三哥與大嬸婆》，為台灣漫畫家劉興欽的一系列漫畫作品，名稱來自作品中的兩位主要角色。

## 概要
最初為劉興欽在「新朋友」雜誌上刊登一篇以一名熱情、好管閒事的鄉村婦人為主角的作品《大嬸婆》而受到讀者們的喜愛。之後在「模範少年」雜誌連載時，再追加一名青年角色「阿三哥」作為大嬸婆的搭擋，而成為劉興欽個人最具代表作的漫畫系列之一。
劉興欽於1991年移民美國舊金山後，曾在《北美世界日報》繪製《大嬸婆在美國》，描述大嬸婆在美國生活時，因文化差異而擦撞出的趣事。
系列作的主要人物在1999年時，由新竹縣內灣商圈發展協會在獲得劉興欽同意後，作為劉興欽故鄉橫山鄉豐鄉村的觀光形象人物。

## 角色
大嬸婆
大嬸婆是個身材微胖、喜愛吃喝，家住在內灣大山背一帶的婦人。性格上熱心衝動、但也常因魯莽行動而遭殃。
角色範本來自作者劉興欽的母親「嚴六妹」，嚴六妹的性情與漫畫中大嬸婆相同，都是熱心性急、直爽、有話直言的人物。
阿三哥
外型為頭戴一頂瓜皮小帽、憨厚的年輕人，多與大嬸婆一同行動經歷各種形形色色的趣事，也常擔任大嬸婆的出氣包。
阿三哥為作者劉興欽將自身最傻氣的一面為要素所塑造的角色，而劉興欽與他母親之間的互動經歷、也成為阿三哥與大嬸婆之間劇情的靈感來源。

## 系列作品
大嬸婆

阿三哥從軍記

阿三哥行善記

阿三哥‧大嬸婆遊台北
來到台北找工作的大嬸婆巧遇同樣目的而前來此地的阿三哥。之後大嬸婆打臨時工時、獲得一名小孩送的玩具鈔票卻誤認為是真錢，便打算拿著玩具鈔票和阿三哥徹底一遊台北。
阿三哥‧大嬸婆遊寶島
在上一作品《阿三哥‧大嬸婆遊台北》結束後，大嬸婆便打算想邊作生意掙錢邊旅行台灣一圈，便從台北南下以鶯歌為出發點，與阿三哥展開了另一段新行程。
阿三哥‧大嬸婆找工作
結束了環繞台灣一圈的旅行後，阿三哥與大嬸婆打算找份較正式的職務便前往了工作介紹所。而大嬸婆先是因見過世面不多而鬧出不少狀況、之後阿三哥也在陰錯陽差情況下與一名女性有了一段邂逅‧‧。
大嬸婆作媒
大嬸婆在擔任回收破舊的工作時意外將一名漫畫家的草稿全拿去賣錢，而大嬸婆為了賠罪不是、答應替那名漫畫家介紹一名女性友人。

## 電視動畫
见《大嬸婆與小聰明》主页

## 外部連結
- 劉興欽漫畫館 （页面存档备份，存于）
- 和利得多媒體的《大嬸婆與小聰明》